# 淡河弘
淡河 弘（おごう ひろし、1940年2月19日 - ）は、福岡県久留米市出身の元プロ野球選手（捕手）・コーチ。

## 経歴
久留米商では同期の手島征男（法大－日産）とバッテリーを組み、2年次の1956年に春の選抜へ出場し、1回戦で堀川高に敗退。同年の夏の甲子園県予選でも準決勝に進むが、戸畑高の村山泰延（西鉄）に抑えられ完封負け。この頃には訳あって母・ヤスノと別居していたが、2年次の同年にヤスノから一本のバットが送られてきた。このバットを使うと、不思議に安打が出た。同年末に折れてしまったが、このバットで6割以上の打率をマークした。3年次の1957年は春の選抜に連続出場を果たし、準決勝に進むが早実の王貞治に0-6で完封を喫する。同年夏は県予選で敗れ甲子園出場はならなかった。1年下のチームメートに松本俊一がいた。
卒業後の1958年に東洋高圧大牟田へ入社し、田中勉とバッテリーを組み、1960年の都市対抗に出場。初戦となった2回戦で松下電器と対戦し、先制適時打を放つも1-2で惜敗。1961年の大会では準々決勝に進出し、エース大工勝を擁する富士鉄広畑と延長12回1-1で引き分け。この試合で淡河は貴重な同点本塁打を打っているが、再試合では連投の大工に0-5で完封負けを喫した。
1962年に読売ジャイアンツへ入団し、2年目の1963年4月16日に広島戦（広島市民）で初出場。森昌彦に代わって先発マスクを被り、5打数2安打3打点の活躍を見せたほか、リードでは中村稔の完投勝利をアシスト。その後の3試合も先発出場し、翌17日の試合でも安打を放つ。同年には打率.308を記録し、強打で次世代の正捕手として期待されたが、当時の巨人は藤尾茂と森という球界を代表する捕手が二枚看板で在籍する状態で、壁を破れずに控えにとどまる。
3年目の1964年には盲腸炎の影響もあって1試合の出場に終わり、1965年からは一軍の試合には出場せず、支配下登録扱いながらチーム内での役割は事実上のブルペン捕手となる。1966年オフにはフロントより正式に「ブルペン捕手」という役職を提案されたが、この「ブルペン捕手」構想は川上哲治監督のアイディアであり、淡河はこれを受諾。1967年に球団史上初の「ブルペン捕手」が正式に誕生することとなるが、同年には母・ヤスノが自宅付近を歩いていた時に走ってきた自転車と衝突、後頭部を強打して近くの病院に収容されたが、意識を回復しないまま死去。知らせを聞いた淡河は飛んで帰ったが、一言も言葉を交わすことが出来なかった。葬儀を済ませて試合前には帰京したが、ナインの慰めの言葉にはただうなだれていた。淡河には野球好きのヤスノを東京に呼び、後楽園で自分のユニフォーム姿を見せようという計画があったが、それは叶わなかった。
1969年と1971年 - 1973年には長嶋茂雄の伊豆大仁での山籠もりにトレーニングパートナーとして同行するが 、この取り組みは球界で初めて行った自主トレーニングである。目的は心身の休養と、キャンプイン前の基礎体力作りであり、持ってきた野球道具はバット一本だけであった。宿泊していた伊豆大仁ホテルの離れにある「富士の間」の部屋の中にゲージを貼ってずっとバッティング練習を行なっていたが、淡河は「何故庭でやらないか」と聞くと、長嶋に「そういう狭い所だから集中しなきゃいけないだろ」と怒られた。夕食では「富士の間」にある窓を開け放ち、夕映えの赤富士を眺めながら箸を動かす長嶋の1時間ぐらいの富士についての講釈を聞いた。このトレーニングでは城山登山があり、息子の一茂が「パパの練習について行きたい」と言い出したこともあった。その時に淡河は「危険すぎる」と止めたが、長嶋は一茂の同行を許可する。案の定、一茂は急峻な坂道から転げ落ち、血まみれになる。助けに行こうとする淡河を、長嶋は「自分で言い出したことは、自分で責任を取られせる」と凄い剣幕で阻止した。自力で崖を這い上がってきた一茂をやり遂げたご褒美にと背負って下山し、その姿に淡河は涙が出た。
阪神の辻恭彦が考案した打撃練習の時の捕手が座る小さな椅子、グラブの紐を穴に通って引っ張り、修理を完成させる十手みたいなものを取り入れたが、辻は「巨人の淡河という僕と同じブルペンが多かった捕手が「いいね」と言って巨人でもつくったんですが、さすが巨人、向こうのほうが立派なものでした(笑)。」と振り返っている。V9時代を影を支えたが、V10を逃した1974年に支配下登録を外れる。
引退後は1975年に監督に就任した長嶋の要請で巨人一軍バッテリーコーチを務めたが、球団史上初の最下位に終わる。1976年には二軍バッテリーコーチに引責降格するが、同年オフには原辰徳のドラフト騒動で原の家に長嶋の密書を持っていったという理由で解任。
巨人退団後はヤクルトで二軍バッテリーコーチ補佐（1977年 - 1978年）→二軍バッテリーコーチ（1979年）、日本ハムで一軍バッテリーコーチ（1984年）・二軍バッテリーコーチ（1985年 - 1988年, 1991年 - 1995年）・スカウト（1989年 - 1990年）を務めた。
コーチ時代は卓越した指導力に定評があり、日本ハムコーチに就任した1984年1月1日には経済界より「あんな奴でもモノになるーシラケ、反抗人間を取り込む75の法」を出版。ブルペン捕手という「裏方」、コーチという「中間管理職」を務めてきた長年の経験から、企業をチームになぞらえて、組織論と指導者論を説いた。野球界でのエピソードもふんだんに記され、帯の推薦文は長嶋が書いている。
日本ハムコーチ時代の1984年には立教大学1年生になった一茂と約10分間会話を交わした際に懐かしさからバットの構えを見たり、一茂も懐かしさからバットを振り、学生野球憲章の禁止条項に抵触する疑いがあると騒ぎになった。
2016年10月2日には伊豆の国市で開かれた「長嶋茂雄ロード等整備完成」を記念した野球講演会「栄光の陰に努力あり。努力の人長嶋茂雄」に招かれ、当時のエピソードや目標に向かって積極的に活動することの素晴らしさを語った 。

## 詳細情報

### 年度別打撃成績
| 年 度     | 球 団     | 試 合 | 打 席 | 打 数 | 得 点 | 安 打 | 二 塁 打 | 三 塁 打 | 本 塁 打 | 塁 打 | 打 点 | 盗 塁 | 盗 塁 死 | 犠 打 | 犠 飛 | 四 球 | 敬 遠 | 死 球 | 三 振 | 併 殺 打 | 打 率 | 出 塁 率 | 長 打 率 | O P S |
| --------- | --------- | ----- | ----- | ----- | ----- | ----- | -------- | -------- | -------- | ----- | ----- | ----- | -------- | ----- | ----- | ----- | ----- | ----- | ----- | -------- | ----- | -------- | -------- | ----- |
| 1963      | 巨人      | 12    | 14    | 13    | 0     | 4     | 0        | 0        | 0        | 4     | 3     | 0     | 0        | 0     | 0     | 1     | 0     | 0     | 0     | 0        | .308  | .357     | .308     | .665  |
| 1964      | 巨人      | 1     | 0     | 0     | 0     | 0     | 0        | 0        | 0        | 0     | 0     | 0     | 0        | 0     | 0     | 0     | 0     | 0     | 0     | 0        | ----  | ----     | ----     | ----  |
| 通算：2年 | 通算：2年 | 13    | 14    | 13    | 0     | 4     | 0        | 0        | 0        | 4     | 3     | 0     | 0        | 0     | 0     | 1     | 0     | 0     | 0     | 0        | .308  | .357     | .308     | .665  |

### 記録
- 初出場・初先発出場：1963年4月16日、対広島カープ1回戦（広島市民球場）、8番・捕手で出場
- 初安打：同上

### 背番号
- 60 （1962年）
- 39 （1963年 - 1970年）
- 62 （1971年 - 1974年）
- 82 （1975年 - 1976年）
- 61 （1977年 - 1979年）
- 81 （1984年 - 1988年）
- 85 （1991年 - 1995年）

### 登録名
- 淡河 弘 （1962年 - 1973年、1984年 - 1995年）
- 淡河 博 （1974年 - 1979年）